# Manuele Camytzes
Manuele Camytzes (in greco, Manuel Kamytzes; 1150 – post1202) è stato un generale bizantino verso la fine del XII secolo.

## Biografia
Era il figlio di Constantino Camytzes e di Maria Angelina, che, attraverso sua madre Teodora, era l'allevatrice dell'Imperatore bizantino Alessio I Comneno. Era cugino degli Imperatori Isacco II Angelo e Alessio III Angelo e di Michele I Ducas, che diventò despota dell'Epiro. Probabilmente nacque nel 1150 ed è morto dopo 1202 (non si conosce l'anno preciso).
Con un reggimento scortò nel 1189, i crociati della terza crociata che attraversarono l'Impero bizantino, il suo compito era di controllare che i crociati non facessero razzie.
La figlia di Manuele, di cui non sappiamo il nome, fu costretta dall'Imperatore Alessio III Angelo a divorziare da suo marito e a sposare il capo Dobromir dei Valachi nel 1198.
Manuele in seguito combatté contro i bulgari, ma con scarsi risultati, e poi fu anche imprigionato. I bulgari chiesero un riscatto all'Imperatore, ma a quest'ultimo non importò niente per lui Manuele poteva rimanere anche in prigionia dei bulgari. Manuele quindi chiese a suo figlio, Dobromir, di pagare il riscatto, quest'ultimo ubbidì al padre, e Manuele fu libero. Le cronache riportano il suo nome per l'ultima volta nel 1202.
Il nome della moglie del Manuele è sconosciuto, da lei ebbe anche un altro figlio che lo chiamò Giovanni Camytzes.